# Lucas Nogueira
Lucas Riva Amarante Nogueira (Rio de Janeiro, 26 luglio 1992) è un ex cestista brasiliano con cittadinanza spagnola.

## Carriera

### Inizi: Estudiantes (2010-2014)
Ha iniziato la propria carriera nell'Estudiantes in Spagna. Dopo un anno e mezzo con la squadra B, viene aggregato alla prima squadra nel gennaio 2012, ben figurando con essa, guadagnondosi pure il premio di miglior difensore della stagione 2013-2014 della Liga ACB.

### NBA (2014-2018)

#### Il Draft 2013
Dopo aver rinunciato a rendersi eleggibile al Draft NBA 2011, Nogueira decise di rendersi eleggibile per quello del 2013 in cui venne scelto dai Boston Celtics; tuttavia la sera stessa venne ceduto prima ai Dallas Mavericks, che più tardi cedettero i diritti su di lui agli Atlanta Hawks. Gli Hawks decisero di lasciarlo un altro anno in Europa all'Estudiantes.

#### Toronto Raptors (2014-2018)
Il 1º luglio 2014 i falchi cedettero via trade i diritti su di lui (insieme a Lou Williams) ai Toronto Raptors. La franchigia del Canada decise di richiamarlo subito, viste anche il fatto che le sue ottime prestazioni in Spagna non passarono inosservate. Fece il suo debutto in NBA con i Raptors nella gara vinta in casa dai canadesi per 124-83 contro i Milwaukee Bucks. Tuttavia durante la sua prima stagione con i Raptors Nogueira giocò solamente 6 partite, venendo assegnato in D-League ai Fort-Wayne Mad Ants. Nei playoffs invece non giocò nessuna partita.
Nella stagione successiva Nogueira fu nuovamente ai margini delle rotazioni di coach Dwane Casey in quanto giocò 29 partite (di cui 1 da titolare) e anche in questo caso non giocò nessuna partita in post-season.
Nella stagione 2016-2017 Nogueira giocò molto più partite, disputandone 57 (di cui 6 da titolare), venendo utilizzato in alcune occasioni anche da ala grande. Se in fase offensiva tenne solo 4,4 punti di media, si rivelò ottimo soprattutto in fase difensiva, con 1,6 stoppate di media, rivelandosi essere uno dei migliori stoppatori NBA. Sorprese tanti con le sue ottime prestazioni in stagione, tanto da avere uno dei migliori plus-minus dell'intera NBA.
Al termine della stagione rimase svincolato in quanto non venne rifirmato dai Raptors.

### Ritorno in Europa (2018-2019)
Non avendo trovato alcuna squadra della NBA disposta a offrirgli un contratto, il 18 settembre 2018 firma con il Fuenlabrada, facendo così ritorno in Spagna, oltre che in Europa.

### Nazionale
Ha disputato il Campionato mondiale maschile di pallacanestro Under-19 2011 e i FIBA Americas Championship Under-18 del 2010.

## Statistiche

### NBA

#### Regular season
| Anno      | Squadra         | PG  | PT | MP   | TC%  | 3P%  | TL%  | RP  | AP  | PRP | SP  | PP  |
| --------- | --------------- | --- | -- | ---- | ---- | ---- | ---- | --- | --- | --- | --- | --- |
| 2014-2015 | Toronto Raptors | 6   | 0  | 3,8  | 25,0 | 0,0  | 50,0 | 1,8 | 0,2 | 0,3 | 0,0 | 1,0 |
| 2015-2016 | Toronto Raptors | 29  | 1  | 7,8  | 63,6 | 33,3 | 53,3 | 1,6 | 0,2 | 0,4 | 0,4 | 2,2 |
| 2016-2017 | Toronto Raptors | 57  | 6  | 19,1 | 66,0 | 25,0 | 65,7 | 4,3 | 0,7 | 0,9 | 1,6 | 4,4 |
| 2017-2018 | Toronto Raptors | 49  | 3  | 8,5  | 61,3 | 26,3 | 67,9 | 1,8 | 0,4 | 0,5 | 0,9 | 2,5 |
| Carriera  | Carriera        | 141 | 10 | 12,4 | 63,2 | 26,5 | 64,0 | 2,8 | 0,5 | 0,6 | 1,9 | 3,2 |

#### Play-off
| Anno     | Squadra         | PG | PT | MP  | TC%  | 3P% | TL%  | RP  | AP  | PRP | SP  | PP  |
| -------- | --------------- | -- | -- | --- | ---- | --- | ---- | --- | --- | --- | --- | --- |
| 2016     | Toronto Raptors | 5  | 0  | 5,8 | 75,0 | 0,0 | -    | 1,6 | 0,0 | 0,0 | 0,0 | 1,2 |
| 2017     | Toronto Raptors | 3  | 0  | 2,3 | 50,0 | 0,0 | 50,0 | 1,7 | 0,0 | 0,0 | 0,0 | 1,0 |
| 2018     | Toronto Raptors | 5  | 0  | 4,8 | 0,0  | 0,0 | 50,0 | 0,2 | 0,2 | 0,0 | 0,0 | 0,2 |
| Carriera | Carriera        | 13 | 0  | 4,6 | 57,1 | 0,0 | 50,0 | 1,1 | 0,1 | 0,0 | 0,0 | 0,8 |